# Архиепархия Хошимина
Архиепархия Хошимина (лат. Archidioecesis Hochiminhopolitana) — архиепархия Римско-Католической Церкви с центром в городе Хошимин, Вьетнам. В митрополию Хошимина входят епархии Бариа, Виньлонга, Далата, Кантхо, Лонгсюена, Митхо, Суанлока, Фантхьета и Фукыонга. Кафедральным собором архиепархии Хошимина является церковь Пресвятой Девы Марии.

## История
2 марта 1844 года Святой Престол учредил апостольский викариат Западного Кохинхина, выделив его из апостольского викариата Кохинхина (сегодня — Епархия Куинёна).
3 ноября 1924 года апостольский викариат Западного Кохинхина был переименован в апостольский викариат Сайгона.
8 января 1938 года апостольский викариат Сайгона передал часть своей территории для образования нового апостольского викариата Виньлонга (сегодня — Епархия Виньлонга).
24 ноября 1960 года Римский папа Иоанн XXIII издал буллу «Venerabilium Nostrorum», которой передал часть территории апостольского викариата Сайгона новой епархии Митхо и одновременно возвёл апостольский викариат Сайгона в ранг архиепархии.
14 октября 1965 года архиепархия Сайгона передала часть своей территории для возведения новых епархий Фыкуонга и Суанлока.
23 ноября 1976 года архиепархия Сайгона была переименована в архиепархию Хошимина.

## Ординарии архиепархии
- епископ Dominique Lefèbvre M.E.P.[2] (11.03.1844 — 1864);
- епископ Jean-Claude Miche M.E.P. (1864 — 1.12.1873);
- епископ Isidore-François-Joseph Colombert M.E.P. (1.12.1873 — 31.12.1894);
- епископ Jean-Marie Dépierre M.E.P. (12.04.1895 — 17.10.1898);
- епископ Lucien-Emile Mossard M.E.P. (11.02.1899 — 11.02.1920);
- епископ Victor-Charles Quinton M.E.P. (11.02.1920 — 4.10.1924);
- епископ Isidore-Marie-Joseph Dumortier M.E.P. (7.12.1925 — 16.02.1940);
- епископ Jean Cassaigne M.E.P. (20.02.1941 — 20.09.1955);
- епископ Simon Hoa Nguyên-van Hien (20.09.1955 — 24.11.1960) — назначен епископом Далата;
- архиепископ Paul Nguyên Van Binh (24.11.1960 — 1.07.1995);
  - Sede vacante (1995—1998);
- кардинал Иоанн Батист Фам Минь Ман (1.03.1998 — 22.03.2014);
- архиепископ Павел Буй Ван Док (22.03.2014 — 06.03.2018).
- архиепископ Иосиф Нгуен Нанг (с 19.10.2019 — по настоящее время).

## Источник
- Annuario Pontificio, Libreria Editrice Vaticana, Città del Vaticano, 2003, стр. 958, ISBN 88-209-7422-3
- Булла Venerabilium Nostrorum (лат.) // Acta Apostolicae Sedis. — Typis Polyglottis Vaticanis, 1961. — Num. 53. — P. 346. Архивировано 7 октября 2013 года.